# Chronik der Anna Magdalena Bach
Chronik der Anna Magdalena Bach ist ein deutsch-italienischer Spielfilm des französischen Regisseurs Jean-Marie Straub aus dem Jahr 1968. Das Drehbuch verfasste der Regisseur zusammen mit seiner Partnerin Danièle Huillet. Es behandelt wichtige Stationen in der Lebensgeschichte des Komponisten Johann Sebastian Bach, wobei Straub-Huillet von Carl Philipp Emanuel Bachs seinem Vater gewidmeten Nekrolog sowie von Briefen Bachs ausgingen. Den Titel des Films wählten sie in Anlehnung an das Buch Die kleine Chronik der Anna Magdalena Bach der englischen Autorin Esther Meynell.

## Inhaltsangabe
Der Film besteht fast ausschließlich aus Aufnahmen von Solisten (Gesang, Klavier, Orgel), von Orchestern und Chören, die an historischen Orten aufgenommen wurden und Personen in historischen Kostümen zeigen. Dazwischengeschnitten sind Aufnahmen von Originalhandschriften und -partituren, von Briefen und anderen Dokumenten. Bach selbst und seine zweite Frau Anna Magdalena erscheinen im Bild, aber sie agieren kaum oder gar nicht. Eine eigentliche Handlung ist folglich nicht erkennbar. Entwicklungen und Zeitfluss sind lediglich aus der chronologischen Abfolge der Musikstücke, aus den ausführlichen schriftlichen oder akustischen Zitaten aus Dokumenten zu entnehmen. Die zumeist im Off gesprochenen Zitate sind in der Sprache abgefasst, derer sich Bach und seine Zeitgenossen bedienten.

## Produktionsnotizen
Der innerhalb von acht Wochen zwischen August und Oktober 1967 entstandene Film wurde am 3. Februar 1968 in Utrecht im Rahmen der Cinemanifestale uraufgeführt. Die deutsche Erstaufführung fand am 30. Juni 1968 in Berlin (West) statt. Im Bundesgebiet lief der Film seit dem 14. März 1969.
Die Musik stammt vom Protagonisten selbst und wird interpretiert vom Instrumental-Ensemble Concentus Musicus Wien unter der Leitung von Nikolaus Harnoncourt, der Schola Cantorum Basiliensis unter der Leitung von August Wenzinger und dem Knabenchor Hannover. Die Außenaufnahmen entstanden u. a. in Eutin (Schleswig-Holstein), Hamburg, Leipzig, Lübeck, Lüneburg, Nürnberg und Stade.

## Kritiken
„Das Leben Johann Sebastian Bachs in einer unorthodoxen Darstellung durch Jean-Marie Straub. Der Film ist weder traditionelle Musikbiographie noch ein Kulturfilm über Bach. Er entdeckt vielmehr im Historischen das Bewegende eines arbeitsreichen Lebens und verweist, nicht zuletzt durch Struktur und Stil, auf dessen gegenwärtige Bedeutung. Ein im geistigen wie im formalen Konzept ungewöhnlicher Film.“

„Film über das Werk und die wichtigsten Lebensstationen von Johann Sebastian Bach. Straubs zweiter Film besteht aus vornehmlich statischen und völlig ausdruckslosen Aufnahmen, die ein für Bachfreunde sicherlich interessantes Tonband mehr als unzureichend illustrieren helfen.“

„Fazit: Sprödes Porträt, nur für Extrem-Cineasten.“

## Auszeichnungen
- Prädikat „besonders wertvoll“, Filmbewertungsstelle Wiesbaden
- Monatsbester Film der Evangelischen Filmgilde (April 1968)[6]
- IFF London 1968: Bester Film des Jahres
- IFF Prades: Großer Preis von Prades
- Bambi 1968 für den „künstlerisch wertvollsten deutschen Film“ des Jahres

## DVD
Le Bachfilm. Éditions Montparnasse, 2013.
- DVD 1: Chronik der Anna Magdalena Bach in fünf verschiedenen Sprachfassungen, u. a. der deutschsprachigen Originalfassung
- DVD 2: 1) Mehrsprachiger Dokumentarfilm Signalement de Jean-Marie Straub von Henk de By (1968), 2) Gespräch mit Christiane Lang-Drewanz (2012), 3) Gespräch mit Nikolaus Harnoncourt (2012) sowie bisher unveröffentlichte Dokumente und Fotos von den Dreharbeiten